# Zastavenský rajón
Zastavenský rajón (ukrajinsky Заставнівський район) je bývalý rajón v Černovické oblasti na Ukrajině. Hlavním městem byla Zastavna a rajón měl přibližně 48 tisíc obyvatel. 

## Sídla v rajónu
- Kostryživka
- Zastavna